# ربر دو بورون
ربر دو بورون (به فرانسوی: Robert de Boron) نویسنده قرن دوازدهم میلادی اهل فرانسه است.